# Sozialgericht Frankfurt (Oder)

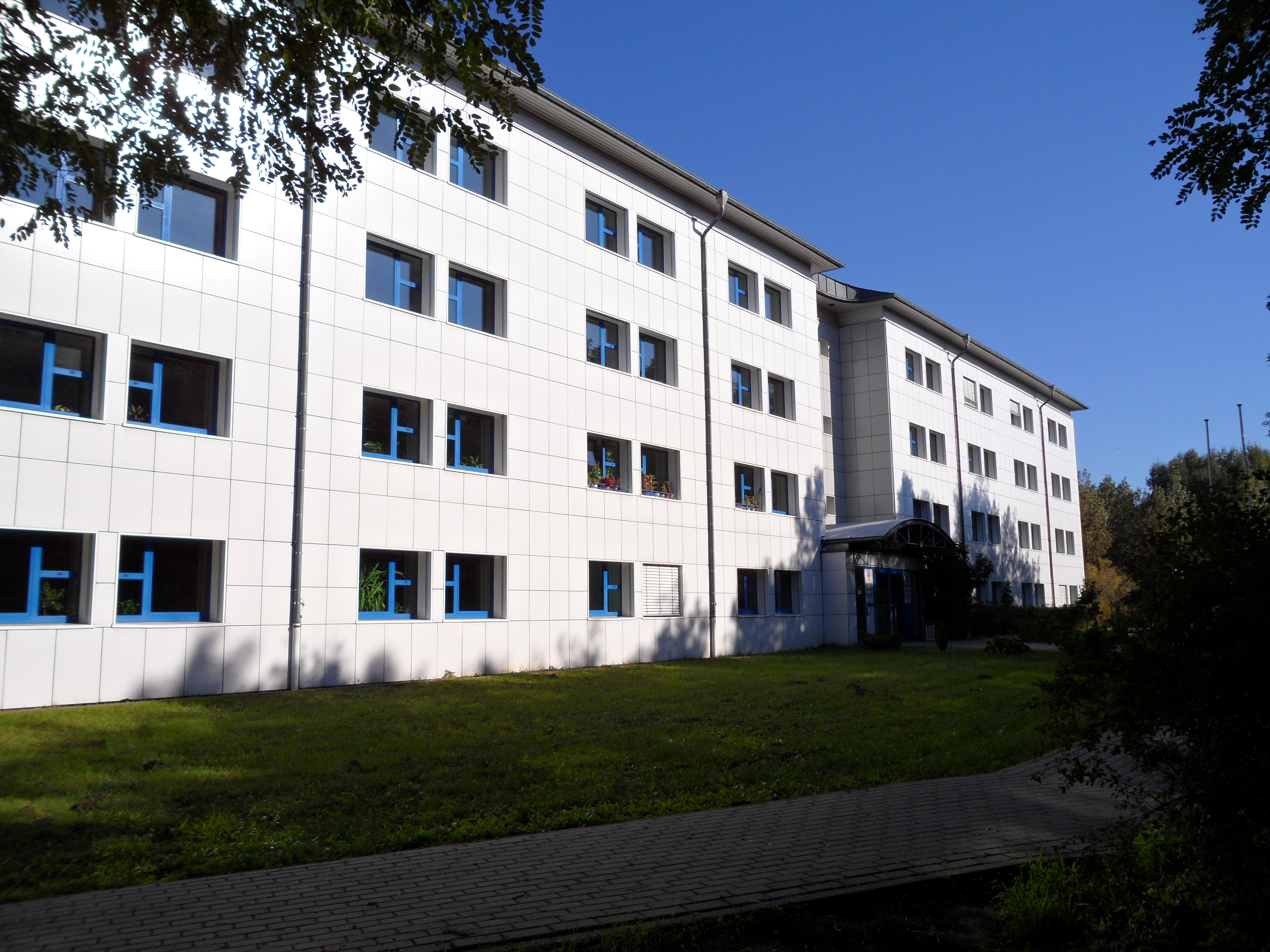
Gebäude des Sozialgerichts Frankfurt (Oder)

Das Sozialgericht Frankfurt (Oder) ist ein Gericht der Sozialgerichtsbarkeit. Das Gericht ist eines von vier Sozialgerichten in Brandenburg.

## Gerichtsgebäude
In der Eisenhüttenstädter Chaussee 48 befindet sich das Gerichtsgebäude des Sozialgerichts Frankfurt (Oder).

## Gerichtssitz und -bezirk
Das Gericht hat seinen Sitz in Frankfurt (Oder).
Der Gerichtsbezirk umfasst neben der Stadt Frankfurt (Oder) die Landkreise Märkisch-Oderland, Oder-Spree und Barnim.

## Übergeordnete Gerichte
Auf Landesebene ist das Landessozialgericht Berlin-Brandenburg in Potsdam das übergeordnete Gericht. Diesem ist wiederum das in Kassel angesiedelte Bundessozialgericht übergeordnet. Bis zum 30. Juni 2005 war das Landessozialgericht Brandenburg das zuständige Landessozialgericht.